# Az Oregoni Állami Egyetem nevezetes sportolóinak listája
Az alábbi listán a Corvallisi Főiskola, az Oregoni Állami Főiskola, illetve az Oregoni Állami Egyetem nevezetes sportolói szerepelnek.

## Amerikai futball
Források:
- Aaron Koch, offensive lineman
- Aaron Thomas, NFL-játékos
- Adam Koets, offensive tackle
- Al Afalava, safety
- Alai Kalaniuvalu, offensive lineman
- Alexis Serna, a 2005-ös Lou Groza-díj győztese
- Amos Marsh, NFL-játékos
- Andy Levitre, offensive lineman
- Aric Williams, cornerback
- Armon Hatcher, defensive end
- Bill Gray, guard
- Bill Austin, vezetőedző
- Bill Enyart, AFL-játékos
- Bill Halverson, tackle
- Bill McKalip, NFL-játékos
- Bill Nelson, defensive tackle
- Bill Swancutt, defensive tackle
- Bob Grim, NFL-játékos
- Bob Horn, NFL-játékos
- Brandin Cooks, wide receiver
- Brandon Browner, cornerback
- Brandon Hughes, cornerback
- Calvin Nicholson, cornerback
- Chad Johnson, wide receiver
- Clark Hoss, tight end
- Connor Hamlett, tight end
- Craig Hanneman, defensive lineman
- Dallas Ward, vezetőedző
- Dainard Paulson, defensive back
- Darrick Brilz, offensive lineman
- Dave Mann, running back
- David Etherly, quarterback
- David Howard, linebacker
- Dennis Boyd, lineman
- Dennis Weathersby, cornerback
- Derek Anderson, quarterback
- DeLawrence Grant, defensive end
- Don Durdan, All-America-kitüntetett
- Don Odegard, cornerback
- Don Samuel, running back
- Doug Hogland, NFL-játékos
- Doug Nienhuis, tackle
- Dwan Edwards, defensive tackle
- Eberle Schultz, NFL-játékos
- Elmer Kolberg, NFL-játékos
- Erik Wilhelm, quarterback
- Esera Tuaolo, defensive tackle
- F. Wayne Valley, az Oakland Raiders alapítója
- Frank Marsh, defensive back
- Fred Anderson, defensive back
- Gabe Miller, defensive end
- George Svendsen, center
- Gerard Lawson, cornerback
- Gil Bergerson, NFL-játékos
- Greg Marshall, defensive tackle
- Hal Moe, NFL-játékos
- Hal Pangle, NFL-játékos
- Hal Puddy, tackle
- Hank Hughes, NFL-játékos
- Harry Field, tackle
- Harry Gunner, AFL-játékos
- Herman Clark, NFL-játékos
- Herschel Currie, cornerback
- Jack Gotta, tight end
- Jacquizz Rodgers, running back
- James Allen, linebacker
- James Lee, defensive tackle
- Jarvis Redwine, running back
- Jeff Hart, NFL-játékos
- Jerome Boyd, linebacker
- Jerry Wilkinson, defensive end
- Jim Clark, NFL-játékos
- Joe Francis, quarterback
- Joe Phillips, defensive lineman
- John Didion, NFL-játékos
- John Misko, punter
- Jonathan Jackson, linebacker
- Johnny Hackenbruck, tackle
- Johnny Hekker, punter
- Jordan Poyer, safety
- José Cortez, placekicker
- Juddy Ash, guard
- Keenan Lewis, cornerback
- Keith Ellison, linebacker
- Ken Carpenter, az 1955-ös Jeff Nicklin-trófea győztese
- Ken Dow, NFL-játékos
- Ken Simonton, running back
- Kerry Justin, cornerback
- Kyle DeVan, offensive lineman
- LaDairis Jackson, defensive end
- Len Younce, guard
- Lew Scott, defensive back
- Lloyd Wickett, tackle
- Markus Wheaton, wide receiver
- Matt Bryant, placekicker
- Matt Moore, quarterback
- Mike Burke, NFL-játékos
- Mike Hass, Fred Biletnikoff-díjas
- Nick Barnett, linebacker
- Pat Chaffey, running back
- Paul Lowe, running back
- Pellom McDaniels, defensive lineman
- Quentin Greenough, guard
- Red Franklin, running back
- Reggie Bynum, wide receiver
- Reggie Rust, NFL-játékos
- Reggie Tongue, defensive back
- Richard Seigler, linebacker
- Rick Cunningham, NFL-játékos
- Rob Nairne, linebacker
- Rocky Freitas, offensive lineman
- Rocky Rasley, guard
- Roman Fortin, NFL-játékos
- Robb Thomas, wide receiver
- Ron East, defensive lineman
- Ron Heller, tight end
- Roy Schuening, offensive lineman
- Sam Baker, kicker
- Sam Paulescu, punter
- Sammie Stroughter, wide receiver
- Scott Eaton, NFL-játékos
- Sean Mannion, quarterback
- Skip Vanderbundt, linebacker
- Slade Norris, linebacker
- Stephen Paea, defensive tackle
- Steve Preece, defensive back
- Steven Jackson, running back
- T. J. Houshmandzadeh, wide receiver
- Tar Schwammel, NFL-játékos
- Ted Bates, linebacker
- Ted Ossowski, tight end
- Terrell Roberts, cornerback
- Terry Baker, az 1962-es Heisman-trófea győztese
- Tim Euhus, tight end
- Tino Sabbatelli, safety
- Tom Oberg, defensive back
- Vern Burke, tight end
- Vic Sears, NFL-játékos
- Victor Butler, linebacker
- Yvenson Bernard, running back
- Zuck Carlson, NFL-játékos

### Edzők
- Bronco Mendenhall, helyettes[3]
- Doug Sams, támadóedző[4]
- Jonathan Smith, vezetőedző[5]
- Keith Heyward, védőkoordinátor[6]
- Osia Lewis, védőkoordinátor[7]
- Rich Brooks, 1996-ban a Home Depot év edzője[8]

## Atlétika
- Dick Fosbury, olimpikon magasugró[9]
- Forrest Smithson, olimpikon gátfutó[10]
- Joni Huntley, olimpikon magasugró[11]
- Kathy Weston, olimpikon futó[12]

## Baseball
Források:
- Adley Rutschman, MLB All-Star
- Andy Baldwin, dobó
- Bob Beall, MLB-játékos
- Bob Wolcott, dobó[15]
- Brian Barden, belső mező
- Chris Wakeland, jobb külső
- Cole Gillespie, külső mező
- Dallas Buck, dobó
- Darwin Barney, második bázis
- Don Johnson, második bázis
- Ed Coleman, külső védő
- Eddie Kunz, dobó
- Glenn Elliott, dobó
- Jacoby Ellsbury, külső mező
- Jamie Burke, MLB-játékos
- Jeff Doyle, második bázis
- Jim Wilson, első bázis
- John Leovich, elkapó
- Jonah Nickerson, dobó
- Jorge Reyes, dobó
- Ken Forsch, dobó
- Lute Barnes, MLB-játékos
- Mark McLemore, dobó
- Michael Conforto, MLB All-Star[16]
- Michael Stutes, dobó
- Mike Thurman, dobó
- Mitch Canham, elkapó
- Ralph Coleman, edző
- Scott Anderson, dobó
- Steve Lyons, MLB-játékos
- Steven Kwan, külső mező[17]
- Trevor Wilson, dobó[18]
- Wade Meckler, külső mező
- Wes Schulmerich, külső mező

## Birkózás
- Chester Newton, olimpikon[19]
- Colby Covington, váltósúlyú bajnok[20]
- Greg Strobel, edző[19]
- Jeff Monson, világbajnok[21]
- Les Gutches, olimpikon[19]
- Nathan Coy, harcművész[22]
- Oscar Wood, olimpikon[19]
- Robin Reed, olimpikon[19]

## Evezés
- Amy Martin, olimpikon[23]
- Joseph Hansen, olimpikon[24]
- Josh Inman, olimpikon[25]
- Robert Zagunis, olimpikon[26]

## Hegymászás
- Stacy Allison, az első nő, aki megmászta a Csomolungmát
- Willi Unsoeld, az első amerikai Csomolungma-expedíció vezetője

## Kosárlabda
- A. C. Green, erőcsatár[27]
- Bill Wold, az izraeli első osztály játékosa[28]
- Brent Barry, dobóhátvéd[27]
- Carol Menken-Schaudt, olimpikon[29]
- Charlie Sitton, alacsonybedobó[27]
- Chelle Flamoe, az amerikai női válogatott játékosa[30]
- Corey Benjamin, guard[27]
- Dave Gambee, alacsonybedobó[27]
- Felicia Ragland, WNBA-játékos[31]
- Fred Boyd, guard[32]
- Gary Freeman, erőcsatár[27]
- Gary Payton, irányító[29]
- Gary Payton II, NBA-játékos[33]
- Jared Cunningham, az izraeli első osztály játékosa[34]
- Jay Carty, erőcsatár[27]
- Jim Jarvis, guard[27]
- John Mandic, alacsonybedobó[27]
- José Ortiz, erőcsatár[27]
- Lester Conner, irányító[27]
- Lew Beck, olimpikon[29]
- Lonnie Shelton, alacsonybedobó[27]
- Loy Petersen, guard[27]
- Mark Radford, guard[27]
- Mel Counts, center[29]
- Ray Blume, guard[27]
- Red Rocha, center[27]
- Ricky Berry, erőcsatár[35]
- Slats Gill, edző[36]
- Scott Haskin, erőcsatár[37]
- Steve Johnson, center[27]
- Swede Halbrook, center[27]
- Tanja Kostić, 1995-ben és 1996-ban a Pacific-10 Conference év játékosa[38]
- Vic Bartolome, center[27]

## Labdarúgás
- Alan Gordon, csatár[39]
- Bella Bixby, az amerikai női labdarúgó-válogatott kapusa[40]
- Courtney Wetzel, középpályás[41]
- Danny Mwanga, csatár[42]
- Greg Howes, csatár[39]
- Jodie Taylor, csatár[43]
- Robbie Findley, csatár[39]
- Ryan Johnson, csatár[39]

## Úszás és vízbeugrás
- Birte Steven, olimpikon úszó[44]
- Clarence Pinkston, toronyugró[29]
- David Fall, toronyugró[29]
- Louis Kuehn, ugró[29]
- Tracy Smith, világbajnok úszó[45]

## Téli sportok
- Jean Saubert, olimpikon síelő
- Jill Bakken, olimpikon bobos[46]

## Egyéb
- Howard Maple, amerikaifutball- és baseballjátékos[1]
- Jess Lewis, amerikaifutball-játékos és birkózó[19]
- Selina Scoble, olimpikon röplabdázó[47]

## Fordítás
- Ez a szócikk részben vagy egészben  a   List of Oregon State University athletes című angol Wikipédia-szócikk ezen változatának fordításán alapul.  Az eredeti cikk szerkesztőit annak laptörténete sorolja fel. Ez a jelzés csupán a megfogalmazás eredetét és a szerzői jogokat jelzi, nem szolgál a cikkben szereplő információk forrásmegjelöléseként.